# أرڭانة
أرڭانة هي جماعة قروية في إقليم تارودانت بجهة سوس ماسة جنوب المغرب. وهي تضم 4804 نسمة، حسب الإحصاء العام للسكان والسكنى لسنة 2014. وتتكون من 34 دواراً.

## دواوير الجماعة
- دوار اكنان
- دوار انزركي
- دوار مصلا
- دوار ادرار ن تامنت
- دوار ايكر
- دوار ايت موسي
- دوار إفيد
- دوار مزينت
- دوار اروك
- دوار اكلو
- دوار توريرت امزيلن
- إطورا
- إكي نشيخ
- أبوري
- إداومروان

## التعليم
قائمة المؤسسات التعليمية في جماعة أرڭانة:
- مجموعة مدارس المهدي بن تومرت (المركزية: أرڭانة / الوحدات: انزركي - اكلو - اكنان - اروك)
- مجموعة مدارس إفيد (المركزية: إفيد / الوحدات: توريرت امزيل - أدرار نتامنت)
- مجموعة مدارس تكضيشت (المركزية: إطورا / الوحدات: إكي نشيخ - أبوري - إدومروان)
- إعدادية أرڭانة

## الصحة
قائمة المؤسسات الصحية في جماعة أرڭانة:
- المركز الصحي القروي من المستوى الثاني أرڭانة
- دار الولادة
- مستوصف أبوري

## النقل والطرق
يقع مركز الجماعة على الطريق الوطنية رقم 11، ويبعد عن مدينة تارودانت بـ 105 كلم (مرورا عبر الطريق السيار)، أو 80 كلم (مروراً من لمنيزلة عبر الطريق الإقليمية).

## الاقتصاد
يعتمد اقتصاد عدد كبير من السكان المحلين بجماعة أركانة على إنتاج العسل، ولدعم هذا القطاع، تم تدشين وإفتتاح دار العسل في مركز جماعة أركانة في سنة 2018، وهي تتوفر على ورشة لتربية ملكات النحل، وقاعة للتعليب، ومختبر، وورشة لتهييئ صناديق النحل، وقاعة للتخزين، وورشة للنجارة، وقاعة للعرض، وورشة النحل والشمع.
تشتهر المنطقة كذالك بتواجد منحل إنزركي، الذي يعتبر أكبر وأقدم منحل تقليدي للعسل، وهو يوجد في دوار إنزركي التابع لجماعة أركانة، ويشتهر هذا المنحل بإنتاج نوع جيد من العسل، لكونه يقع وسط غطاء نباتي متنوع يتكون من الزعتر والأركان والأزير والنخيل والخرامى وأنواع آخرى من الأعشاب العطرية.